# Joe Berger
Joe Berger (* 22. Oktober 1939 in Kaltenleutgeben; † 30. Mai 1991 in Wien; eigentlich Alfred Berger) war ein österreichischer Lyriker, Dramatiker, Erzähler, Journalist, Schauspieler und Aktionist.

## Leben
Joe Berger, der zunächst die Höhere Bundeslehr- und Versuchsanstalt für chemische Industrie in Wien 17 absolvierte (beendet mit Matura 1958), seinen Beruf als Chemiker aber nur kurzzeitig ausübte, gelangte um 1960 durch Freunde zu Regiearbeiten mit Konrad Bayer und H. C. Artmann und kam dadurch mit dem Wiener Aktionismus in Berührung. Ab 1964 war er Mitbegründer verschiedener Aktionsgruppen, unter anderem der first vienna working group: motion, mit der er in Deutschland, Italien und der Schweiz auftrat (weitere Mitglieder der Gruppe waren unter anderem Wolfgang Bauer, Gunter Falk, Reinhard Priessnitz, Otto Kobalek und Toni Dusek). Ab 1970 vermehrte literarische Tätigkeit, Veröffentlichungen in den österreichischen Literaturzeitschriften wespennest, Freibord und  protokolle sowie selbständige Publikationen. 1972 spielte Berger die Rolle des Tschik in Georg Danzers Musikvideo Der Tschik.
Joe Berger war Mitglied der Grazer Autorenversammlung.

## Bedeutung
Joe Berger galt als Wiener „Szene-Literat“: „skurrilität, ironie und zeitkritik kennzeichnen Bergers zielbewußtes fabulieren.“ Schriftstellerkollege Wolfgang Bauer äußerte sich im Nachwort zu Bergers Märchen für Konsumkinder: „joe berger ist der bedeutendste nicht schreibende literat, den ich kenne. wenn man eben literatur nicht bloß als ein manuell schreibendes, druckendes denken oder gar als ein aus angst vor der unfähigkeit zur philosophie gewachsenes eitles pseudokünstlerisches handwerk definiert, fallen so unter diesen begriff noch einige leute, deren symbolische zentralfigur joe berger ist. es wäre leicht, ihn als höchst zerrissenen, viel zu vielfältigen (etwa ‚traurigen Witzbold‘ oder dergleichen dumme Klischees…) antikünstler zu portraitieren, wesentlicher erscheint mir, eine art gewachsener einheit herzustellen, in welcher sich bergers aufregendes inneres bezugsfeld spannt.“
Joe Berger starb am 30. Mai 1991. Als Todesursache wurde Lungenkrebs angegeben. Nachdem Joe Bergers Schaffen lange Zeit von der Wissenschaft nicht beachtet wurde, fand am 22. Oktober 2009 in der Wienbibliothek im Rathaus ein erstes interdisziplinäres Symposion zum Künstler statt. Die Beiträge erschienen zusammen mit weiteren Dokumenten zu Berger 2010 in einem Sammelband.

## Filmografie (Auswahl)
Drehbuch
- 1976: Rosemaries Tochter – produziert von Constantin Film, Regie: Rolf Thiele

Als Schauspieler
- 1975: Totstellen – Drehbuch: Michael Scharang, Regie: Axel Corti
- 1975: Ein echter Wiener geht nicht unter, Folge 4: Abgründe – Drehbuch: Ernst Hinterberger, Regie: Reinhard Schwabenitzky
- 1976: Jakob der Letzte – nach dem gleichnamigen Roman von Peter Rosegger, Regie: Axel Corti
- 1978: Die Straße – TV-Film, Drehbuch: Herbert Brödl, Regie: Volker Vogeler
- 1980: Exit … Nur keine Panik – Drehbuch: Gustav Ernst, Regie: Franz Novotny
- 1982: Die Ausgesperrten – nach dem gleichnamigen Roman von Elfriede Jelinek, Regie: Franz Novotny
- 1983: Der Stille Ozean – nach dem gleichnamigen Roman von Gerhard Roth, Drehbuch: Walter Kappacher, Regie: Xaver Schwarzenberger
- 1983: Der gute Engel – Drehbuch: Fritz Eckhardt, Regie: Kurt Junek
- 1984: Donauwalzer, Regie: Xaver Schwarzenberger
- 1985: Die Praxis der Liebe – Buch und Regie: Valie Export
- 1985: Coconuts – Buch und Regie: Franz Novotny
- 1988: Tatort – Feuerwerk für eine Leiche (Fernsehreihe, Drehbuch: Bert Steingoetter, Regie: Kurt Junek)
- 1989: Eis – Buch und Regie: Berthold Mittermayr
- 1989: Die toten Fische – Buch und Regie: Michael Synek

## Publikationen (Auswahl)
Der Nachlass Joe Bergers im Umfang von 5 Archivboxen befindet sich in der Wienbibliothek im Rathaus und enthält Gedichte, frühe Stücke, Drehbücher, einen Roman, Märchen, journalistische Arbeiten, einzelne Dokumente zur „first vienna working group: motion“ und zur „Arbeitsgruppe Bauernschnapsen“.
Ein Joe-Berger-Lesebuch erschien (unter dem gleichlautenden Titel) 1994, herausgegeben von Georg Biron in der „Edition S“ Wien, ISBN 3-7046-0523-9.
- Märchen für Konsumkinder. Verlag Jugend und Volk Wien/München 1977, ISBN 3-8113-6699-8.
- Ironische Zettel. Organisierte Prosa (vormals Lyrik). “vive la bagatelle”. Illustriert von Sara Berger. Weilburg, Baden bei Wien 1980.
- Plädoyer für den Alkohol. Schreier & Braune, Wien etwa 1985.
- Märchen für die Satten und Irren. Fama, Wien 1990, ISBN 3-900979-04-9.
- G’fährlicher Traam. Wiener Stadt- und Landesbibliothek, Wien 1994. (= Magazin der Wiener Stadt- und Landesbibliothek. 5.)
- Thomas Antonic, Julia Danielczyk (Hrsg.): Hirnhäusl. Prosatexte aus dem Nachlass und verstreut Publiziertes. Ritter, Klagenfurt/Wien 2009, ISBN 978-3-85415-443-3.
- Thomas Antonic, Julia Danielczyk (Hrsg.): Von Bestsellern und riesengroßen Brüsten. Die Märchen. (Versammelt sämtliche Texte aus Märchen für Konsumkinder. und Märchen für die Satten und Irren. sowie bislang unveröffentlichte Texte.) Ritter, Klagenfurt/Graz 2012, ISBN 978-3-85415-480-8.

Tonträger
- Orphelia. (1982, gemeinsam mit Loys Egg)
- Wiener Depressionen. (von Ernst Kölz vertonte Gedichte Bergers)